# Campionati del mondo di ciclocross 1959
I Campionati del mondo di ciclocross 1959 si svolsero a Ginevra, in Svizzera, il 15 febbraio.

## Medagliere
| Pos.   | Nazione        | Oro | Argento | Bronzo | Totale |
| ------ | -------------- | --- | ------- | ------ | ------ |
| 1      | Italia         | 1   | 0       | 1      | 2      |
| 2      | Germania Ovest | 0   | 1       | 0      | 1      |
| Totale | Totale         | 1   | 1       | 1      | 3      |

## Sommario degli eventi
| Eventi         | Oro                 | Tempo  | Argento                       | Tempo | Bronzo                  | Tempo |
| Uomini         |                     |        |                               |       |                         |       |
| Elite dettagli | Renato Longo Italia | 56'39" | Rolf Wolfshohl Germania Ovest | a 14" | Amerigo Severini Italia | a 24" |